# Hassan Ibrahim
Hassan Ibrahim Jumaa Hasan Saqer (19 ottobre 1990) è un calciatore emiratino, difensore dell'Ajman.

## Carriera

### Club
Vanta 9 presenze in AFC Champions League.

### Nazionale
Ha esordito in Nazionale nel 2014.

## Palmarès

### Club

#### Competizioni nazionali
- UAE Arabian Gulf League: 1

Al Wasl: 2023-24
- Coppa del Presidente degli Emirati Arabi Uniti: 2

Shabab Al-Ahli: 2018-19
Al Wasl: 2023-24
- Etisalat Emirates Cup: 2

Al Shabab: 2010-2011
Shabab Al-Ahli: 2018-2019

#### Competizioni Internazionali
- Coppa dei Campioni del Golfo: 1

Shabab Al-Ahli: 2011